# 제주도 해양경찰 헬리콥터 추락 사고
제주도 해양경찰헬기 추락 사고는 2011년 2월 23일에 제주특별자치도 제주시 한림읍 인근 해상에서 발생한 헬기 추락 사고이다.  제주해경이  AW-139를 2011년2월18일 도입한 후 불과 5일이 경과한 싯점에서 일어난 기체손실 사고이다.  

## 개요
제민급 1502함에서 근무하던 이모 순경이 복통과 고열로 인해 쓰러지자, 사고 헬기가 출동하여 이송하던 도중 조종사가 비행착각을 일으켜 일시적으로 고도감을 상실, 추락하였다. 본래 제주대학교병원에 착륙할 예정이었으나, 야간비행으로 인해 제주국제공항으로 경로를 변경한 상태였다.

## 결과
출동한 조종사 2명, 정비사 2명과 탑승자 1명 중에서 탑승자 1명과 정비사 1명의 사망이 확인되었고, 나머지 3명은 실종되었다.

## 사고 원인
해양경찰청 사고조사위원회와 국토해양부 항공철도사고조사위원회의 발표에 따르면, 사고 원인은 조종사의 공간정위상실(비행착각)이다.